# 邾子車輔
邾子車輔（？—？），曹姓，名車輔，為西周諸侯國邾国君主第四代君主，是邾子成的儿子，死后，儿子邾子將新继位。